# 라슈카 (지역)
라슈카(세르비아어: Рашка, Raška)는 세르비아 서남부의 지리적, 역사적 지역이다. 역사적으로 몬테네그로의 동북부와 보스니아 헤르체고비나의 가장 동쪽 부분을 포함한다. 중세 시대에 이 지역은 세르비아 대공국과 세르비아 왕국의 중심지였으며, 그 중 하나가 12세기 후반의 라스 (세계 문화 유산)였다. 남쪽 부분은 산자크 지역에 해당한다.

## 같이 보기
- 산자크